# Nobiltà russa
La nobiltà russa è la classe che sorse nel XIV secolo in Russia fino alla rivoluzione di febbraio del 1917 che disponeva di specifici privilegi e ricchezze, capeggiata da potenti feudatari detti Boiardi.

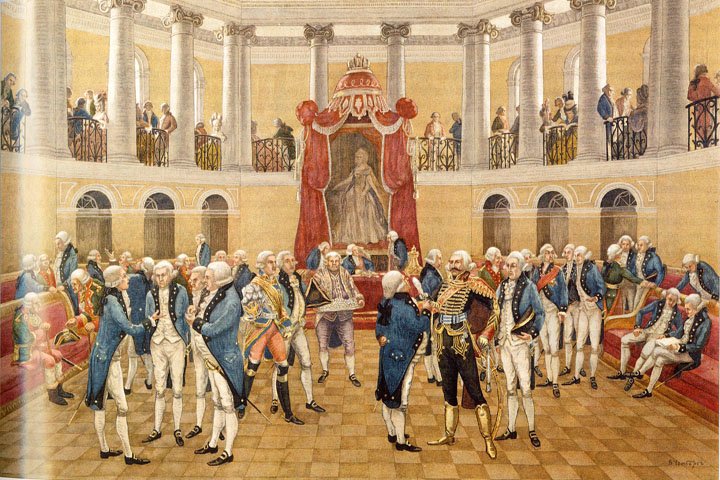
Rappresentazione della nobiltà russa all'epoca del regno di Caterina II.

In russo, la parola nobiltà, dvorjanstvo (дворянство), deriva dalla parola russa dvor (двор), ossia indicava la corte di un principe o di un duca (Kniaz) e più tardi, dello zar.

## Storia
La nobiltà sorse tra il XII e il XIII secolo, come la parte più bassa della classe feudale militare, che era composta dalla corte di un principe o di un importante boiardo. Dal XIV secolo le proprietà terriere dei nobili aumentarono, e dal XVII secolo costituivano la maggior parte dei proprietari terrieri. Ai nobili sono state concesse proprietà su terreni statali in cambio del loro servizio allo zar, per tutto il tempo in cui ha prestato il servizio, o per tutta la vita, ma dal XVIII secolo queste terre si trasformarono in proprietà private. Pietro il Grande finalizzò lo stato della nobiltà con l'abolizione del titolo boiardo.
Durante il regno dell'imperatrice Anna, la nobiltà ricevette molti privilegi. Nel 1736, l'età per intraprendere la carriera militare passò da 15-20 anni a 25 anni.
Durante il regno di Caterina II, furono fissati i privilegi della nobiltà e furono legalmente codificati nel 1785 nella Carta al Gentry, nella quale si introdusse una organizzazione della nobiltà: ogni provincia (gubernija) e distretto (uezd) aveva un'Assemblea della nobiltà. Nel 1831 Nicola I limitò i voti di un assemblaggio a quelli con più di 100 servi.
La nobiltà era troppo debole per opporsi alla emancipazione dei servi della gleba. Nel 1858 vi erano 3.000.000 servi per 1.400 proprietari (1,4%). Nel 1820 un quinto dei servi della gleba erano ipotecati. Nel 1859, un terzo delle tenute nobiliari e di due terzi dei loro servi erano ipotecati a banche o allo Stato.
Dopo la Rivoluzione d'ottobre del 1917 tutte le classi della nobiltà sono state legalmente abolite. Molti membri della nobiltà russa che fuggì dopo la Rivoluzione bolscevica ha svolto un ruolo significativo nel rifugiato bianco, comunità che si insediò in Europa, in Nord America e in altre parti del mondo. Negli anni 1920 e 1930, diverse associazioni di nobili russi sono state create al di fuori della Russia, come in Francia, Belgio e Stati Uniti. A New York, nel 1938 venne fondata la Russian Nobility Association. Dopo il crollo dell'Unione Sovietica, si è registrato un crescente interesse tra i russi nel ruolo che la nobiltà russa ha giocato nello sviluppo storico e culturale del Paese.

## Categorie
La nobiltà si distingueva in:
- Nobiltà titolata: comprendeva i titoli di principe, conte e barone, questi ultimi due furono introdotti da Pietro il Grande;
- Nobiltà ereditaria: trasmesso in via maschile;
- Nobiltà personale: è trasferibile solo alla moglie ed era molto più basso di prestigio.
- Nobiltà senza terra: ottenuta senza l'assegnazione e la garanzia di una proprietà terriera.

Nelle province, i grandi nobili, nel 1858, rappresentavano il 0,76% della popolazione, significativamente inferiore rispetto a Paesi come l'Inghilterra, la Francia, l'Austria e la Prussia, dove i nobili rappresentavano il 1,5% della popolazione. Nella Confederazione polacco-lituana, la nobiltà era più dell'8% della popolazione.

## Acquisizione del titolo nobiliare
Il titolo nobiliare può essere acquisito in diversi modi, compreso il servizio militare.
Tra il 1722 e il 1845, la nobiltà ereditaria fu conferita ad ufficiali militari longevi.
Tra il 1845 e il 1856, della nobiltà ereditaria divenivano membri di diritto gli insigniti dell'Ordine di San Giorgio, dell'Ordine di San Vladimiro, dell'Ordine di Sant'Anna e dell'Ordine di San Stanislao.

## Privilegi della nobiltà
La nobiltà russa era in possesso dei seguenti privilegi:
- il diritto di proprietà, tra cui la proprietà dei servi che lavoravano nelle tenute;
- la libertà dal servizio militare obbligatorio;
- esenzione dalle corvee dello zemstvo;
- il diritto di entrare in appositi istituti scolastici;
- esenzione dalla punizione corporale;
- il diritto di portare e utilizzare uno stemma, introdotto alla fine del XVII secolo.

## Famiglie nobili

### Baroni
- Shafirov
- Osterman
- Stroganov
- Klementova
- Stambke
- Solovyov
- Konstons
- Poljakov
- Pospelov
- Cherkasov
- Dimsdal
- De Smet
- Fredericks
- Ruterfurd
- Mestmaher
- Möller
- Meller-Zakomelsky
- Arakceev
- Vasiliev
- Kutaisov
- Velho
- Rahl
- Chert
- Kolokoltsov
- Stiglitz
- Bode
- Frankel
- Girard de Sukanton
- Feleyzen
- Kusov
- Zahert
- Bode-Kolychev
- Knop
- Cronenberg
- Fredericks-Marazli
- Osten-Saken

### Conti
- Sheremetev
- Nikolaevič
- Golovkin
- Musin-Puškin
- Safonov
- Apraksin
- Zotov
- Bruce
- Tolstoj
- Devier
- Levenvolde
- Skavronsky
- Minich
- Saltykov
- Yaguzhinsky
- Lassie
- Efimovskiy
- Hendrik
- Černyšëv
- Bestuzhev-Rumin
- Razumovskij
- Ušakov
- Rumjancev
- Šuvalov
- Buturlin
- Eagles
- Panin
- Potemkin
- Rumjancev
- Suvorov-Rymniksky
- Saltykov
- Krechetnikov
- Fersen
- Bobrinskij
- Vorontsov
- Bezborodko
- Dmitriev-Mamonov
- Zavadovsky
- Buxhowden
- Kamensky
- Gudovich
- Sievers
- Litta
- Lieven
- Palen
- Nikolaevič
- Kushelev
- Rostopčin
- Denisov
- Kocubej
- Arakceev
- Kutaisov
- Langeron
- Orlov-Denisov
- Vasiliev
- Tatishchev
- Protasov
- Zotov
- Vasilyev
- Gudovich
- Golenischeva-Kutuzov
- Platov
- Miloradovič
- Barclay de Tolly
- Bennigsen
- Tormasov
- Lamsdorf
- Vyazmitinov
- Guriev
- Konovnitsyn
- Eagles
- Tatishchev
- Kurute
- Pozzo di Borgo
- Dibich
- Paskevich-Erivan
- Tohl
- Opperman
- Kankrin
- Vasilchikov
- Chernyshev-Kruglikov
- Benkendorf
- Essen
- Levashov
- Golubtsova
- Mordvinov
- Novosilzòv
- Essen-Stenbock-Fermor
- Lambert
- Speranski
- Kiselëv
- Kleinmikhel
- Bludov
- Kossakowski
- Uvarov
- Baranov
- Adlerberg
- Nikitin
- Riediger
- Perovskite
- Vronchenko
- Orlov-Denisov
- Mouravievs
- Perovskoe
- Riediger
- Olsufiev
- Zakrevsky
- Sumarokov
- Ribeaupierre
- Protasov-Bahmetev
- Sumarokov-Ėl'ston
- Evdokimov
- Lansky
- Liders
- Dolivo-Dobrovolsky
- Liders-Weimar
- Grabbe
- Litke
- Beauharnais
- Brünnow
- Korff
- Kotzebue
- Ignatiev
- Pillar von Pilhau
- Loris-Melikov
- Milutin
- Shilov
- Totleben
- Valuev

### Principi
- Vasilchikovs
- Wiśniowieckij
- Volkonskij
- Golenischev-Kutuzov
- Dashkov
- Demidov
- Dolgorukov
- Zhyzhemskіya
- Jusupov
- Zubov
- Shakhovskoy